# Dario Marianelli
Dario Marianelli (Pisa, 21 de junio de 1963) es un compositor italiano de música para piano, orquesta y bandas sonoras de películas.

## Biografía
Dario Marianelli nació en Pisa en 1963, y estudió piano y composición en Florencia y Londres. Después de un año como compositor postgraduado en la Guildhall School of Music and Drama, donde también fue presidente de la Sociedad de Música Contemporánea, recibió una beca de la Fundación Gulbenkian para un curso impartido por Judith Weir y Lloyd Newson en Bretton University College, sobre el tema de la composición y coreografía. Otras becas le permitieron ir a Alemania para una serie de trabajos sobre música de cine europeo, y pasar tres años en la National Film and Television School, donde se graduó en 1997. Durante los últimos años Dario ha escrito música para varias películas, dramas de TV, documentales, animaciones, teatro, danza contemporánea y conciertos. Ha escrito piezas orquestales para la Orquesta Sinfónica de la BBC y para la Orquesta Britten-Pears, música vocal para los BBC Singers, y música incidental para la Royal Shakespeare Company.

## Filmografía
- 2001: El Guerrero
- 2001: Happy now
- 2002: In This World
- 2003: El castillo soñado
- 2005: Disparando a perros
- 2005: The Brothers Grimm
- 2005: Orgullo y prejuicio
- 2006: Cabeza de muerte
- 2006: El Regreso
- 2006: V for Vendetta
- 2006: We are Together
- 2007: Adiós Bafana
- 2007: Atonement (Ganador del Óscar)
- 2007: Far north
- 2007: The Brave One
- 2007: Shrooms
- 2007: Shooting Dogs
- 2009: Ágora
- 2009: El solista
- 2009: Todos están bien
- 2010: Eat Pray Love
- 2011: Jane Eyre
- 2011: Salmon fishing in the Yemen
- 2012: Anna Karenina
- 2015: Everest
- 2016: Kubo and the Two Strings
- 2018: Bumblebee
- 2019: Pinocho

## Premios y distinciones
Premios Óscar
| Año  | Categoría          | Película            | Resultado |
| ---- | ------------------ | ------------------- | --------- |
| 2006 | Mejor banda sonora | Orgullo y Prejuicio | Nominado  |
| 2008 | Mejor banda sonora | Atonement           | Ganador   |
| 2013 | Mejor banda sonora | Anna Karenina       | Nominado  |

Globos de Oro
| Año  | Categoría          | Película  | Resultado |
| ---- | ------------------ | --------- | --------- |
| 2008 | Mejor banda sonora | Atonement | Ganador   |

Premios BAFTA
| Año  | Categoría             | Película  | Resultado |
| ---- | --------------------- | --------- | --------- |
| 2007 | Mejor música original | Atonement | Nominado  |